# Bundesstraße 512
Pour les articles homonymes, voir Route 512.
La Bundesstraße 512 est une Bundesstraße du Land de Bavière.

## Géographie
La B 512 commence comme un prolongement de la B 12, qui mène au tracé de la Bundesautobahn 3 à l'entrée de l'autoroute Pocking. La B 512 mène dans une direction nord-est d'abord après le village de Mittich avant de traverser le Rott peu avant qu'il ne se jette dans l'Inn. Le village de Neuhaus am Inn est contourné en un large arc de cercle, la route prenant désormais clairement la direction de l'est. En traversant l'Inn, on atteint la frontière entre l'Allemagne et l'Autriche.

## Histoire
La B 512 d'aujourd'hui est une section de l'ancienne B 12, qui traversait Passau et se termine maintenant à la sortie Pocking sur l'A 3. Depuis la périphérie de Passau, la B 12 reprend l'ancienne route menant à la frontière tchèque.

## Source
- (de) Cet article est partiellement ou en totalité issu de l’article de Wikipédia en allemand intitulé « Bundesstraße 512 » (voir la liste des auteurs).

1. ↑  (de) « A 3 Grenzübergang Suben - Deggendorf Sanierungsarbeiten an der Anschlussstelle Pocking in Fahrtrichtung Deggendorf », sur Arrondissement de Passau, 2022 (consulté le 31 août 2022)